# Адміністративний поділ Молдавської РСР на 1 березня 1961 року
Молдавська РСР станом на 1 березня 1961 року була поділена на райони та міста республіканського підпорядкування:
- загальна кількість районів — 35
- загальна кількість сільрад — 607
- загальна кількість міст — 17, у тому числі міст республіканського підпорядкування — 4
- столиця Молдавської РСР — місто Кишинів

Райони
- Атакський район (17 сільрад, центр — смт Атаки)
- Бендерський район (11 сільрад, центр — місто Бендери)
- Бєльцький район (13 сільрад, центр — місто Бєльці)
- Бульбоцький район (20 сільрад, центр — село Аненій-Ной)
- Вулканештський район (15 сільрад, центр — село Вулканешти)
- Глоденський район (16 сільрад, центр — село Глодяни)
- Дрокійський район (22 сільради, центр — смт Дрокія)
- Дубоссарський район (10 сільрад, центр — місто Дубоссари)
- Єдинецький район (20 сільрад, центр — смт Єдинці)
- Кагульський район (12 сільрад, центр — місто Кагул)
- Калараський район (20 сільрад, центр — місто Келераш)
- Каушенський район (29 сільрад, центр — село Нові Каушани)
- Керпіненський район (11 сільрад, центр — село Керпінень)
- Комратський район (12 сільрад, центр — місто Комрат)
- Котовський район (19 сільрад, центр — смт Котовськ)
- Кріуленський район (20 сільрад, центр — село Криуляни)
- Лазовський район (14 сільрад, центр — село Синжерея)
- Леовський район (12 сільрад, центр — місто Леова)
- Липканський район (15 сільрад, центр — смт Липкани)
- Ніспоренський район (11 сільрад, центр — село Ніспорени)
- Окницький район (17 сільрад, центр — смт Окниця)
- Оргіївський район (17 сільрад, центр — місто Оргіїв)
- Резинський район (25 сільрад, центр — місто Резина)
- Рибницький район (29 сільрад, центр — місто Рибниця)
- Ришканський район (20 сільрад, центр — смт Ришкани)
- Сороцький район (17 сільрад, центр — місто Сороки)
- Страшенський район (20 сільрад, центр — село Страшени)
- Тараклійський район (8 сільрад, центр — смт Тараклія)
- Теленештський район (19 сільрад, центр — смт Теленешти)
- Тираспольський район (18 сільрад, центр — місто Тирасполь)
- Унгенський район (21 сільрада, центр — місто Унгени)
- Фалештський район (19 сільрад, центр — місто Фалешти)
- Флорештський район (30 сільрад, центр — місто Флорешти)
- Чадир-Лунзький район (10 сільрад, центр — місто Чадир-Лунга)
- Чимішлійський район (18 сільрад, центр — село Чимішлія)

Міські поселення республіканського підпорядкування
- Бендери
- Бєльці
- Кишинів
  - Ленінський район
  - Сталінський район
- Тирасполь